# Elio Tinti
Elio Tinti (ur. 14 sierpnia 1936 w Bolonii, zm. 24 września 2024 tamże) – włoski duchowny katolicki, biskup diecezji Carpi w latach 2000-2011.

## Życiorys
Święcenia kapłańskie przyjął 25 lipca 1960 i został inkardynowany do archidiecezji Bolonii. W latach 1962–1965 studiował prawo kanoniczne na Papieskim Uniwersytecie Laterańskim w Rzymie. Był m.in. diecezjalnym asystentem Akcji Katolickiej, rektorem miejscowego seminarium (1984-1992) oraz sędzią diecezjalnego trybunału (1992-2000). W 1987 otrzymał tytuł Prałata Honorowego Jego Świątobliwości.

### Episkopat
17 czerwca 2000 został mianowany przez papieża Jana Pawła II biskupem diecezji Carpi. Sakry biskupiej udzielił mu 26 sierpnia tegoż roku kard. Giacomo Biffi. 24 września 2000 objął rządy w diecezji.
14 listopada 2011 przeszedł na emeryturę.
Zmarł w bolońskim Domu Kapłańskim 24 września 2024.